# Férfi 1500 méteres gyorsúszás az 1958-as úszó-Európa-bajnokságon
Az 1958-as úszó-Európa-bajnokságon a férfi 1500 méteres gyorsúszás selejtezőit szeptember 4-én tartották. A döntőt szeptember 6-án rendezték. A versenyszámban 18-an indultak.
A magyar versenyzők közül Katona József második lett, Csordás György a selejtezőben kiesett.

## Rekordok
|              | Név          | Nemzet             | Idő     | Helyszín     | Dátum             |
| ------------ | ------------ | ------------------ | ------- | ------------ | ----------------- |
| Világcsúcs   | John Konrads | Ausztrália         | 17:28,7 | Sydney       | 1958. február 22. |
| Európa-csúcs | Ian Black    | Egyesült Királyság | 18:06,2 | New Brighton | 1958. július 31.  |

A versenyen új rekord született:
| Európa-bajnoki csúcs | selejtező | Egyesült Királyság Ian Black | 18:18,1 | Budapest, Magyarország | szeptember 4. |
| Európa-csúcs         | döntő     | Egyesült Királyság Ian Black | 18:05,8 | Budapest, Magyarország | szeptember 6. |

## Eredmény

### Selejtezők
| Helyezés | Futam | Név                       | Nemzet             | Idő     | Megj.  |
| -------- | ----- | ------------------------- | ------------------ | ------- | ------ |
| 1.       | 1     | Ian Black                 | Egyesült Királyság | 18:18,1 | Q, ECR |
| 2.       | 3     | Katona József             | Magyarország       | 18:43,2 | Q      |
| 3.       | 2     | Paolo Galetti             | Olaszország        | 18:53,4 | Q      |
| 4.       | 3     | Vlagyimir Lavrinyenko     | Szovjetunió        | 18:56,2 | Q      |
| 5.       | 2     | Karl Kutschke             | NDK                | 19:04,6 | Q      |
| 6.       | 2     | Gennagyij Androszov       | Szovjetunió        | 19:04,6 | Q      |
| 7.       | 1     | Robert Sreenan            | Egyesült Királyság | 19:04,9 | Q      |
| 8.       | 3     | Lars Bengtsson            | Svédország         | 19:17,4 | Q      |
| 9.       | 3     | Hans Dressler             | NDK                | 19:25,8 |        |
| 10.      | 1     | Gotfryd Gremlowski        | Lengyelország      | 19:27,2 |        |
| 11.      | 2     | Günther Schmid            | Ausztria           | 19:31,1 |        |
| 12.      | 2     | Csordás György            | Magyarország       | 19:42,2 |        |
| 13.      | 1     | Willy Hemlin              | Svédország         | 19:42,9 |        |
| 14.      | 3     | Manfred Fugger            | NSZK               | 20:03,7 |        |
| 15.      | 3     | Sztefan Papaszimakopulosz | Görögország        | 20:11,0 |        |
| 16.      | 1     | Edward Bastek             | Lengyelország      | 20:29,3 |        |
| 17.      | 2     | Vlado Brinovec            | Jugoszlávia        | 20:30,7 |        |
| 18.      | 3     | Bjarne Christer           | Norvégia           | 20:44,7 |        |

### Döntő
| Helyezés | Pálya | Név                   | Nemzet             | Idő     | Megj. |
| -------- | ----- | --------------------- | ------------------ | ------- | ----- |
|          | 4     | Ian Black             | Egyesült Királyság | 18:05,8 | ER    |
|          | 5     | Katona József         | Magyarország       | 18:13,0 |       |
|          | 7     | Gennagyij Androszov   | Szovjetunió        | 18:30,2 |       |
| 4.       | 6     | Vlagyimir Lavrinyenko | Szovjetunió        | 18:33,2 |       |
| 5.       | 3     | Paolo Galetti         | Olaszország        | 18:41,5 |       |
| 6.       | 2     | Karl Kutschke         | NDK                | 18:55,7 |       |
| 7.       | 1     | Robert Sreenan        | Egyesült Királyság | 19:03,5 |       |
| 8.       | 8     | Lars Bengtsson        | Svédország         | 19:12,2 |       |